# Onze-Lieve-Vrouw-Hemelvaartkerk (Sint-Maria-Horebeke)

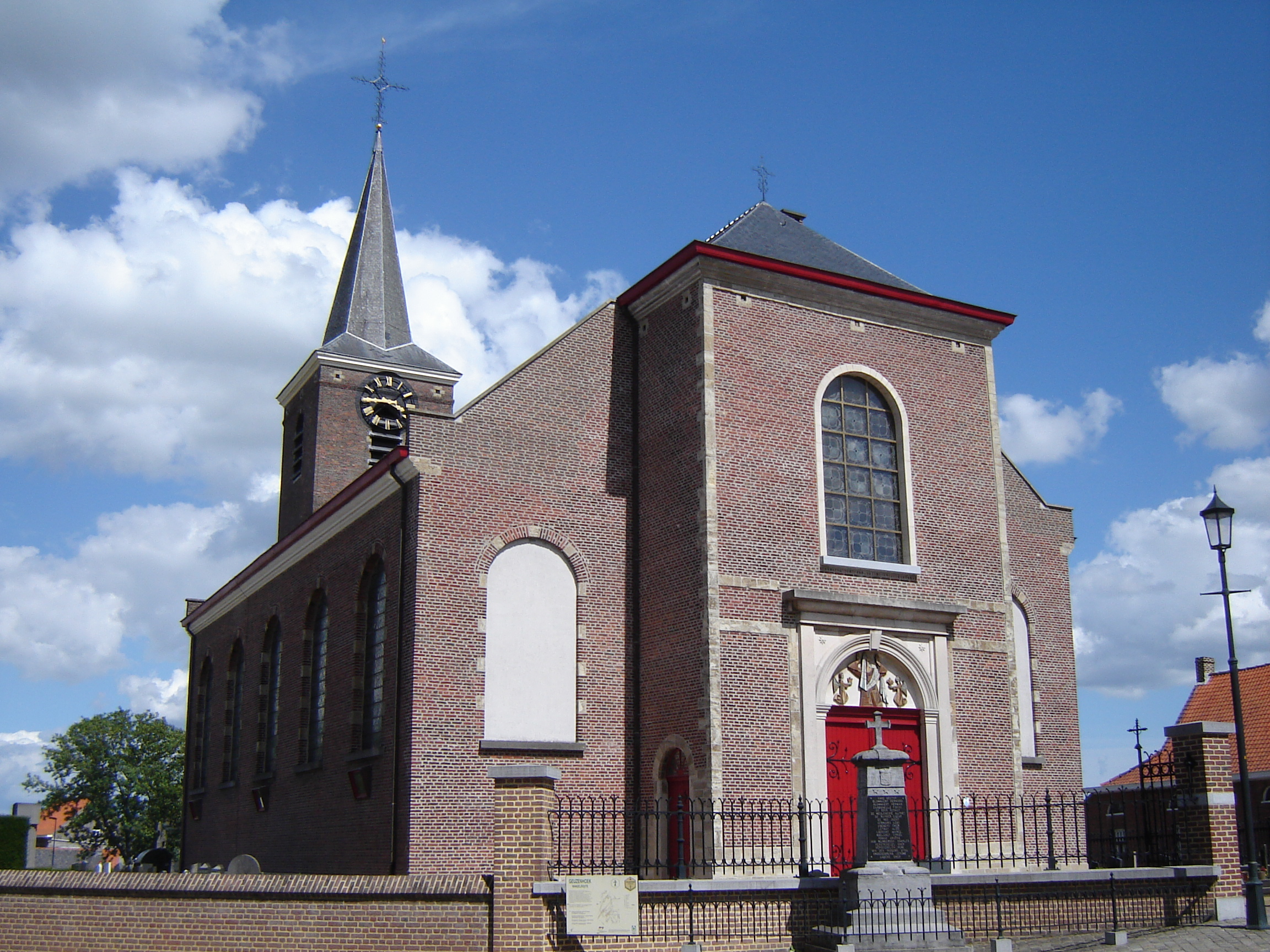
Onze-Lieve-Vrouw Hemelvaartkerk

De Onze-Lieve-Vrouw-Hemelvaartkerk is de parochiekerk van de tot de Oost-Vlaamse gemeente Horebeke behorende plaats Sint-Maria-Horebeke, gelegen aan het Kerkplein 2.

## Geschiedenis
Aanvankelijk stond hier een 12e-eeuwse romaanse kruiskerk. In 1788 werd deze kerk gesloopt en vervangen door een kerk in classicistische stijl, die in 1790 in gebruik werd genomen.

## Gebouw
Het betreft een driebeukige bakstenen kerk die naar het noordoosten is georiënteerd. De kerk bezit rondboogvensters. Het vooruitspringend portaal heeft een rondbogige ingang met rechthoekige omlijsting. De toren bevindt zich achter het koor.

## Interieur
Het tochtportaal toont de tekst: Looft den Heer met reigezang en met orgelspel en het is voorzien van afbeeldingen van muziekinstrumenten. In het koor is een rijk stucwerk aanwezig.
Van de schilderijen worden genoemd: Heilige Drievuldigheid (1622), Piëta (17e eeuw), Het vrijkopen van christen slaven door de Trinitariërs (1662). Het hoofdaltaar en de zijaltaren die aan Onze-Lieve-Vrouw en aan Sint-Antonius zijn gewijd, dateren van omstreeks 1790. Uit dezelfde tijd is de lambrisering. De preekstoel met grisailleschilderingen is van eind 18e eeuw en één van de biechtstoelen is in rococostijl en stamt uit de 18e eeuw.
Het Van Peteghem-orgel is van 1794.